# Francisco Carrasco
Francisco José „Lobo“ Carrasco Hidalgo (* 6. März 1959 in Alcoi) ist ein ehemaliger spanischer Fußballspieler und heutiger -trainer.

## Spielerkarriere
Carrasco kam als 19-Jähriger in die erste Mannschaft des FC Barcelona. Zuvor spielte er für den FC Terrassa und FC Barcelona B. Seinen ersten Titel holte er bereits 1979, als Barça den Europapokal der Pokalsieger gewann. Carrasco spielte an der Seite von Hans Krankl gegen Fortuna Düsseldorf im Sturm. Er gewann 1982 zum zweiten Mal den Europapokal der Pokalsieger (im Finale gegen Standard Lüttich spielte er durch). Im Jahr 1986 spielte er im Finale des Europapokal der Landesmeister gegen Steaua Bukarest, jedoch ging das Finale nach Elfmeterschießen verloren. Dafür war er 1989 erneut im Finale des Europapokals der Pokalsieger erfolgreich, kam dort aber nicht zum Einsatz. Außerdem gewann er in seiner bei Zeit Barcelona 1985 die spanische Meisterschaft, einmal den spanischen Superpokal und insgesamt drei Mal den spanischen Pokal. 1989 wechselte Carrasco nach Frankreich zum FC Sochaux, wo er bis 1992 unter Vertrag stand. Seine Karriere beendete er im selben Jahr, spielte zwischenzeitlich aber noch kurzzeitig für UE Figueres.
International spielte Carrasco 35 Mal für Spanien und erzielte fünf Tore. Sein erstes Länderspiel absolvierte er am 4. April 1979 beim 2:2 gegen die rumänische Nationalmannschaft. Er nahm an der EM 1980 in Italien (Spanien schied in der Gruppenphase aus) und der WM 1986 in Mexiko (Aus im Viertelfinale) teil ohne zum Einsatz gekommen zu sein. Bei der EM 1984 in Frankreich erreichte er das Finale, in dem Spanien mit 0:2 dem Gastgeber unterlag. In diesem Turnier kam Carrasco in jedem der 5 Spiele zum Einsatz und erzielte ein Tor.

## Trainerkarriere
In der Saison 2005/06 übernahm Carrasco das Traineramt des Segunda-División-Klub FC Málaga B, die am Ende dieser Saison mit Carrasco den Gang in die dritte Liga antreten mussten. In der Saison 2007/08 trainierte er Real Oviedo, die zu dieser Zeit in der Tercera División spielten.

## Erfolge
- Spanische Meisterschaft: 1985
- Spanischer Pokal: 1981, 1983, 1988
- Spanischer Superpokal: 1983
- Spanischer Ligapokal: 1983, 1986
- Europapokal der Pokalsieger: 1979, 1982, 1989
- WM-Teilnahme: 1986 (kein Einsatz)
- EM-Teilnahme: 1980 (kein Einsatz), 1984 (5 Einsätze/1 Tor)